# Lipocosma
Lipocosma é um gênero de mariposa pertencente à família Crambidae.